# Mostafa Madbouly
Mostafa Kemal Madbouly (tiếng Ả Rập: مصطفى كمال مدبولي, sinh ngày 28 tháng 4 năm 1966) là Thủ tướng Ai Cập. Ông được Tổng thống Abdel Fatah al-Sisi bổ nhiệm để kế nhiệm Sherif Ismail sau khi ông từ chức sau khi ông Sisi tái đắc cử. Madbouly cũng phục vụ trong Chính phủ Ai Cập với tư cách là Bộ trưởng Bộ Gia cư và Tiện ích đô thị, và cũng từng có thời gian ngắn làm Thủ tướng lâm thời.

## Sự nghiệp
Madbouly đã tốt nghiệp Đại học Cairo, nhận bằng thạc sĩ và tiến sĩ tại Khoa Kỹ thuật năm 1988 và 1997, tương ứng. Từ tháng 9 năm 2009 đến tháng 11 năm 2011, Madbouly là chủ tịch của Tổng cục Quy hoạch đô thị tại Bộ Gia cư, Tiện ích và Phát triển Đô thị; ông cũng là giám đốc điều hành của Viện nghiên cứu đô thị và đào tạo tại Trung tâm nghiên cứu xây dựng và Gia cư thuộc Bộ Gia cư. Từ tháng 11 năm 2012 đến tháng 2 năm 2014, ông là giám đốc khu vực cho các nước Ả Rập tại Chương trình Định cư Con người của Liên Hợp Quốc. Vào tháng 3 năm 2014, ông được bổ nhiệm làm Bộ trưởng Bộ Gia cư dưới thời Thủ tướng Ibrahim Mahlab, một chức vụ mà ông tiếp tục giữ sau khi bổ nhiệm Sherif Ismaillàm Thủ tướng vào tháng 9 năm 2015. Trong nhiệm kỳ làm bộ trưởng Gia cư, dự án Gia cư triệu triệu người đã thành công, và là một trong những dự án lớn của quốc gia có hiệu lực sau khi Tổng thống Sisi nhậm chức, mặc dù dự án là cựu Bộ trưởng Gia cư Ý tưởng của Mohamed Fathy al-Baradei. Vì lý do chính trị và xã hội, dự án, được đề xuất bởi Baradie vào năm 2011, đã dừng lại trong thời kỳ anh em Hồi giáo, và có hiệu lực một lần nữa khi Madbouly nhậm chức. Vào tháng 11 năm 2017, Madbouly được bổ nhiệm làm Thủ tướng lâm thời sau khi Sherif Ismail rời khỏi Đức để chữa bệnh.

## Thủ tướng Ai Cập
Vào ngày 7 tháng 6 năm 2018, Tổng thống Sisi đã bổ nhiệm Madbouly làm Thủ tướng, kế nhiệm Sherif Ismail, người đã từ chức sau cuộc bầu cử lại của Sisi trong cuộc bầu cử tổng thống gây tranh cãi. Ngày 9 tháng 6, Thủ tướng Madbouly reshuffled tủ của Ai Cập, thay thế tám bộ trưởng bao gồm cả Bộ trưởng Bộ cổ vật Khaled Al-Anany, Bộ trưởng Bộ Nhân lực Mohamed Saafan, Bộ trưởng Bộ Thủy lợi Mohamed Abdel Aty, Bộ trưởng Bộ Y tế Ahmed Emaddin, Bộ trưởng Bộ Nông nghiệp Abdel Moniem al-Banna, và Bộ trưởng Giáo dục Đại học Khaled Abdel Ghaffar. Nó cũng được báo cáo cùng ngày rằng Quốc hội Ai Cập đã đồng ý với danh sách Bộ trưởng Nội các mới của ông. Ngày 10 tháng 6, có tám phụ nữ sẽ phục vụ trong Nội các của anh ta, phá vỡ con số kỷ lục của chính quyền trước đó là sáu người. Ngày 13 tháng 6, có tin Madbouly đã chọn 13 đến 16 thứ trưởng và Madbouly và chính phủ của ông sẽ được Sisi tuyên thệ vào ngày 14 tháng 6. Madbouly và nội các của ông đã được Sisi tuyên thệ vào ngày 14 tháng 6. Ông cũng sẽ duy trì vị trí Bộ trưởng Gia cư.. Nó đã được báo cáo rằng chính phủ sẽ ban hành tuyên bố chính sách của ông vào ngày 23 tháng 6 nhưng phát ngôn viên của quốc hội Salah Hassaballah xác nhận những báo cáo này là không chính xác. Ngày 23 tháng 6, Hassaballah tuyên bố rằng trong khi không có ngày nào được lên kế hoạch trình bày tuyên bố chính sách trước Quốc hội, ông dự kiến chính phủ Madbouly sẽ trình bày trong tuần tới và chính phủ không thể chuẩn bị kịp thời cho ngày kế hoạch. Vào ngày 30 tháng 6, Madbouly sẽ trình bày tuyên bố chính sách của mình vào ngày 3 tháng 7, để tuân thủ thời hạn 20 ngày của Hiến pháp khi thành lập Nội các.
Vào ngày 3 tháng 7 năm 2018, Madbouly chính thức ban hành tuyên bố chính sách của mình trước quốc hội Ai Cập. Ông tuyên bố rằng 85% chương trình cải cách kinh tế của ông đã được thực hiện. Tuyên bố sau đó được gửi tới một ủy ban quốc hội do một phó chủ tịch Hạ viện chủ trì, sau đó sẽ được theo sau bởi một cuộc bỏ phiếu tín nhiệm. Điều 146 của hiến pháp quy định rằng một thủ tướng mới được bổ nhiệm phải đưa ra một tuyên bố chính sách trước quốc hội, sau đó các nghị sĩ sẽ bỏ phiếu về chính sách này, trong một quá trình kết thúc trong vòng 30 ngày. Ngày 11 tháng 7 năm 2018, phó chủ tịch thứ nhất của quốc hội Ai Cập Al-Sayed Al-Sherif, người đứng đầu ủy ban quốc hội được giao nhiệm vụ xem xét tuyên bố chính sách của Madbouly, tuyên bố rằng ủy ban của ông đã hoàn thành việc xem xét tuyên bố và đề nghị bỏ phiếu tín nhiệm vào ngày 15 tháng 7. Vào ngày 25 tháng 7 năm 2018, mười ngày sau ngày dự định, quốc hội Ai Cập đã phê chuẩn cả nội các của Madbouly và tuyên bố chính sách của ông trong một cuộc bỏ phiếu tín nhiệm..